# جزایر سلیمان
جزایر سُلِیمان (به انگلیسی: Solomon Islands) کشوری است با بیش از ۱۰۰۰ جزیره که در اقیانوس آرام جنوبی، متشکل از شش جزیره اصلی در بخشی از اقیانوسیه، در شمال شرقی استرالیا است. این کشور در همسایگی بوگنویل، بخشی از پاپوآ گینه نو در غرب، استرالیا در جنوب غربی، کالدونیای جدید و وانواتو در جنوب شرقی، فیجی، والیس و فوتونا و تووالو در شرق، و نائورو و ایالات فدرال میکرونزی در شمال قرار دارد. مساحت کل آن ۲۸۸۹۶ کیلومتر مربع و جمعیت آن طبق برآوردهای رسمی برای اواسط سال ۲۰۲۳، ۷۳۴۸۷۷ نفر است. پایتخت و بزرگ‌ترین شهر آن، هونیارا، در بزرگ‌ترین جزیره، گوادالکانال، واقع شده است. این کشور نام خود را از منطقه وسیع‌تر مجمع‌الجزایر سلیمان گرفته است که مجموعه‌ای از جزایر ملانزیایی است و منطقه خودمختار بوگنویل (که در حال حاضر بخشی از پاپوآ گینه نو است) را نیز شامل می‌شود، اما جزایر سانتا کروز را شامل نمی‌شود.
جزایر سلیمان از چند صد جزیره کوچک و بزرگ تشکیل شده است که از مهم‌ترین آن‌ها می‌توان به گوادال کانال، مالایتا، نیو جورجیا و سان کریستوبال اشاره کرد.
این جزایر در بازه زمانی بین ۲۸۸۰۰ تا ۳۰۰۰۰ سال پیش از میلاد مسیح مسکونی بوده‌اند و موج‌های بعدی مهاجران، به ویژه مردم لاپیتا، با جمعیت بومی امروزی جزایر سلیمان ترکیب و آنها را به وجود آوردند. در سال ۱۵۶۸، آلوارو دِ مندانا، دریانورد اسپانیایی، اولین اروپایی بود که از جزایر سلیمان بازدید کرد. اگرچه مندانا این جزایر را نامگذاری نکرده است، اما باور بر این است که این جزایر توسط کسانی که بعداً از سفر او آگاه شده و کشف او را نقشه‌برداری کردند، «جزایر سلیمان» نامیده شده‌اند. گفته می‌شود او یک روز در حال بازدید از جزیره بود که در دهانه رود ماتانیکو مقداری طلا یافت و به این باور که به گنج‌های حضرت سلیمان دست یافته، این جزایر را «سلیمان» نامید. مندانا پس از ۲۸ سال درست، در سال ۱۵۹۵، به آنجا بازگشت سپس در سال ۱۶۰۶ یک گروه اعزامی اسپانیایی دیگر، به رهبری دریانورد پرتغالی، پدرو فرناندز دِ کیِروس، از جزایر سلیمان بازدید کردند.
در ژوئن ۱۸۹۳، کاپیتان هربرت گیبسون از ناو جنگی اچ‌ام‌اس کوراکوا، جزایر سلیمان جنوبی را تحت‌الحمایه بریتانیا اعلام کرد. در طول جنگ جهانی دوم(۱۹۴۲–۱۹۴۵)، جزایر سلیمان شاهد نبردهای شدیدی بین ایالات متحده، نیروهای امپراتوری بریتانیا و امپراتوری ژاپن، از جمله نبرد گوادالکانال، بود.
جزایر سلیمان کشوری در اقیانوس آرام است که اقتصاد آن بیشتر بر پایه صادرات چوب و الوار می‌گردد و در طول جنگ جهانی دوم شاهد درگیری‌های نیروهای متفقین و نیروهای محور بود.
جزایر سلیمان در اواخر قرن ۱۹ به تصرف امپراتوری بریتانیا درآمد. در طول جنگ جهانی دوم ژاپن آن را اشغال کرد و همین مسئله سبب شد این جزایر به صحنه منازعات ایالات متحده آمریکا و امپراتوری ژاپن تبدیل شود. در سال ۱۹۷۶ این کشور از بریتانیا اعلام استقلال کرد و دولتی از میان مردم این کشور حکومت را در دست گرفت.
در سال ۱۹۷۵ نام این جزایر از «تحت‌الحمایه جزایر سلیمان بریتانیا» به «جزایر سلیمان» تغییر یافت و سال بعد به خودمختاری دست یافت و به استقلال دست یافت. نام آن در سال ۱۹۷۸ فقط به «جزایر سلیمان» (بدون حرف تعریف) تغییر یافت. این کشور هم‌اکنون جزو کشورهای همسود (مشترک‌المنافع) است. جزایر سلیمان از تاریخ ۱۹ سپتامبر ۱۹۷۸ در سازمان ملل متحد نیز عضو است. از مهم‌ترین شهرهای آن نیز می‌توان به گیوز و اوکی اشاره کرد. در زمان استقلال، جزایر سلیمان به یک سلطنت مشروطه تبدیل شد. پادشاه جزایر سلیمان چارلز سوم است که توسط یک فرماندار کل که به توصیه نخست‌وزیر منصوب می‌شود، در کشور نمایندگی می‌شود.

## آموزش
آموزش در جزایر سلیمان اجباری نیست و تنها ۶۰ درصد از کودکان در سن مدرسه به آموزش ابتدایی دسترسی دارند. مهدکودک‌هایی در مکان‌های مختلف از جمله پایتخت وجود دارد، اما رایگان نیستند. دانشگاه اقیانوس آرام جنوبی که در ۱۲ کشور جزیره‌ای اقیانوس آرام شعبه دارد، یک شعبه در پایتخت، هونیارا، گوادال کانال، دارد.
از سال ۱۹۹۰ تا ۱۹۹۴، میزان ناخالص ثبت‌نام در مدارس ابتدایی از ۸۴٫۵ درصد به ۹۶٫۶ درصد افزایش یافت. وزارت آموزش و پرورش قصد داشت امکانات آموزشی را گسترش داده و نرخ ثبت‌نام را افزایش دهد. با این حال، این اقدامات به دلیل کمبود بودجه دولتی و هماهنگی ضعیف برنامه‌ها با مانع مواجه شده است. درصد بودجه دولتی اختصاص داده شده به آموزش در سال ۱۹۹۸، ۹٫۷ درصد بود که نسبت به ۱۳٫۲ درصد در سال ۱۹۹۰ کاهش یافته است. میزان تحصیلات مردان معمولاً بیشتر از میزان تحصیلات زنان است. میزان سواد جمعیت بزرگسال در سال ۲۰۱۵ به ۸۴٫۱ درصد رسید (مردان ۸۸٫۹ درصد، زنان ۷۹٫۲۳ درصد)

## سیاست
پادشاه بریتانیا حکمران و رئیس دولت این جزایر است و نماینده‌ای به نام فرماندار کل در آن‌جا دارد. پارلمان ملی (۳۸ نفر که با رأی تمامی افراد بالغ برای چهار سال انتخاب می‌شوند) نخست‌وزیر را و او کابینه را انتخاب می‌کند.
احزاب عمدهٔ سیاسی عبارتند از:
- حزب متحد جزایر سلیمان
- حزب اتحاد خلق

## مذهب
۹۲٪ از مردم جزایر سلیمان مسیحی هستند. فرقه‌های اصلی مسیحی عبارتند از: انگلیکان ۳۵٪، کاتولیک ۱۹٪، کلیسای انجیلی دریای جنوبی ۱۷٪، کلیسای متحد ۱۱٪ و ادونتیست‌های روز هفتم ۱۰٪. سایر فرقه‌های مسیحی عبارتند از شاهدان یهوه، کلیسای جدید رسولی (۸۰ کلیسا) و کلیسای عیسی مسیح قدیسان آخرالزمان.
۵٪ دیگر به باورهای بومی پایبند هستند. ۳٪ باقی‌مانده به اسلام یا آیین بهائی پایبند هستند. طبق جدیدترین گزارش‌ها، اسلام در جزایر سلیمان تقریباً از ۳۵۰ مسلمان تشکیل شده است.

## جغرافیا
جزایر سلیمان کشوری جزیره‌ای است که در شرق پاپوآ گینه نو قرار دارد و از شش جزیره اصلی و ۹۹۲ جزیره کوچک تشکیل شده است. بخش عمده‌ای از کشور جزایر سلیمان، بسیاری از جزایر آتشفشانی کوهستانی مجمع‌الجزایر سلیمان را در بر می‌گیرد که شامل چویسول، جزایر شورتلند، جزایر نیو جورجیا، سانتا ایزابل، جزایر راسل، جزایر فلوریدا، تولاگی، مالایتا، ماراماسایک، اولاوا، اواراها (سانتا آنا)، ماکیرا (سن کریستوبال) و جزیره اصلی گوادال کانال می‌شود. جزایر سلیمان همچنین شامل جزایر مرجانی کم‌ارتفاع کوچک‌تر و جداافتاده و جزایر آتشفشانی مانند سیکایانا، جزیره رنل، جزیره بلونا، جزایر سانتا کروز و جزایر کوچک دورافتاده مانند تیکوپیا، آنوتا و فاتوتاکا است. اگرچه بوگنویل بزرگ‌ترین جزیره در مجمع‌الجزایر جزایر سلیمان است، اما از نظر سیاسی یک منطقه خودمختار پاپوآ گینه نو است و بخشی از کشور جزایر سلیمان را تشکیل نمی‌دهد.
جزایر این کشور در عرض جغرافیایی ۵° و ۱۳° جنوبی و طول جغرافیایی ۱۵۵° و ۱۶۹° شرقی قرار دارند. فاصله بین غربی‌ترین و شرقی‌ترین جزایر ۱۴۴۸ کیلومتر است. جزایر سانتا کروز (که تیکوپیا بخشی از آن است) در شمال وانواتو واقع شده‌اند و به ویژه در فاصله بیش از ۲۰۰ کیلومتری از سایر جزایر، منزوی هستند.
آب و هوای اقیانوسی-استوایی این جزایر در طول سال بسیار مرطوب است و میانگین دمای آن ۲۶٫۵ درجه سانتیگراد است و نوسانات شدید دما یا آب و هوا بسیار کم است. ژوئن تا آگوست دوره خنک‌تر است. اگرچه فصول به‌طور دقیق مشخص نیستند، اما بادهای شمال غربی از نوامبر تا آوریل بارندگی‌های مکرر و گاهی اوقات طوفان یا گردباد را به همراه دارند. میزان بارندگی سالانه حدود ۳۰۵۰ میلی‌متر است. این کشور جزیره‌ای در بین کشورهایی که بیشترین خطر بلایا را در سراسر جهان دارند، رتبه دوم را دارد. این کشور همچنین یکی از آسیب‌پذیرترین کشورها در برابر افزایش سطح دریا در اثر تغییرات اقلیمی ناشی از فعالیت‌های انسانی است.
در سال ۲۰۲۳ دولت‌های جزایر سلیمان و دیگر کشورهای جزیره‌ای در معرض خطر تغییرات اقلیمی (فیجی، نیوئه، تووالو، تونگا و وانواتو) «درخواست پورت ویلا برای گذار عادلانه به اقیانوس آرام عاری از سوخت فسیلی» را راه‌اندازی کردند و خواستار حذف تدریجی سوخت‌های فسیلی و «گذار سریع و عادلانه» به انرژی‌های تجدیدپذیر و تقویت قانون محیط زیست از جمله معرفی جرم بوم‌کشی شدند.
جزایر سلیمان بخشی از دو منطقه اکولوژیکی زمینی جدا است. بیشتر این جزایر بخشی از منطقه اکولوژیکی جنگل‌های بارانی جزایر سلیمان هستند که شامل جزایر بوگنویل و بوکا نیز می‌شود. این جنگل‌ها تحت فشار فعالیت‌های جنگلداری قرار گرفته‌اند. جزایر سانتا کروز به همراه مجمع‌الجزایر همسایه وانواتو بخشی از منطقه اکولوژیکی جنگل‌های بارانی وانواتو هستند. این کشور در سال ۲۰۱۹ میانگین امتیاز شاخص یکپارچگی چشم‌انداز جنگلی ۷٫۱۹ از ۱۰ را داشت که آن را در رتبه ۴۸ جهان از میان ۱۷۲ کشور قرار می‌دهد. بیش از ۲۳۰ گونه ارکیده و سایر گل‌های گرمسیری در جزایر سلیمان یافت می‌شود.
خاک این جزایر از آتشفشانی بسیار غنی است و بخشی از خاک جزایر، سنگ آهک نابارور است. این جزایر دارای چندین آتشفشان فعال و غیرفعال هستند. آتشفشان‌های تیناکولا و کاواچی فعال هستند.
در گوشه جنوبی جزیره وانگونو، جنگل‌های اطراف زایرا زیستگاه حداقل سه گونه آسیب‌پذیر از حیوانات را فراهم می‌کنند. ۲۰۰ نفر از ساکنان این منطقه تلاش کرده‌اند تا جنگل‌ها را به عنوان منطقه حفاظت‌شده اعلام کنند تا از قطع درختان و استخراج معادن در آنها جلوگیری کنند.
کمبود منابع آب شیرین و فقدان بهداشت، چالشی همیشگی برای جزایر سلیمان بوده است. کاهش تعداد افرادی که به آب شیرین و بهداشت دسترسی ندارند به نصف، یکی از اهداف توسعه هزاره (ام‌دی‌جی‌اس) سال ۲۰۱۵ بود که توسط سازمان ملل از طریق هدف ۷ اجرا شد تا پایداری محیط زیست تضمین شود. اگرچه این جزایر عموماً به منابع آب شیرین دسترسی دارند، اما معمولاً تنها در پایتخت ایالت، هونیارا، در دسترس است و تضمینی برای دسترسی به آن در تمام طول سال وجود ندارد.
طبق گزارش یونیسف، فقیرترین جوامع پایتخت به مکان‌های کافی برای دفع زباله‌های خود دسترسی ندارند و تخمین زده می‌شود که ۷۰ درصد مدارس جزیره سلیمان به آب سالم و تمیز برای آشامیدن، شستشو و دفع زباله دسترسی ندارند. کمبود آب آشامیدنی سالم در کودکان در سن مدرسه منجر به خطرات بالای ابتلا به بیماری‌های کشنده مانند وبا و حصبه می‌شود. تعداد ساکنان جزایر سلیمان که با آب آشامیدنی لوله‌کشی زندگی می‌کنند از سال ۲۰۱۱ رو به کاهش بوده است، در حالی که تعداد افرادی که با آب لوله‌کشی زندگی می‌کنند بین سال‌های ۲۰۰۰ تا ۲۰۱۰ افزایش یافته است. تعداد افرادی که با آب لوله‌کشی زندگی می‌کنند از سال ۲۰۱۱ به‌طور مداوم در حال کاهش بوده است.
علاوه بر این، برنامه دوم توسعه روستایی جزایر سلیمان، که در سال ۲۰۱۴ تصویب و تا سال ۲۰۲۰ فعال بود، در تلاش برای ارائه زیرساخت‌ها و سایر خدمات حیاتی به مناطق روستایی و روستاهای جزایر سلیمان بوده است. این برنامه همچنین کشاورزان و سایر بخش‌های کشاورزی را تشویق کرده است. روستاهایی مانند بولاوا، واقع در استان غربی جزایر سلیمان، سیستم‌های جمع‌آوری آب باران و ذخیره‌سازی آب را اجرا کرده‌اند. این برنامه توسط بازیگران مختلف توسعه بین‌المللی مانند بانک جهانی، اتحادیه اروپا و دولت‌های استرالیا و جزایر سلیمان تأمین مالی می‌شود.
در ۲ آوریل ۲۰۰۷، ساعت ۰۷:۳۹:۵۶ به وقت محلی (UTC+11)، زمین‌لرزه‌ای با بزرگی ۸٫۱ ریشتر در ۳۴۹ کیلومتری (۲۱۷ مایلی) شمال غربی پایتخت جزیره، هونیارا، و جنوب شرقی پایتخت استان غربی، گیزو، در عمق ۱۰ کیلومتری (۶٫۲ مایلی) رخ داد.[۱۵۶] بیش از ۴۴ پس‌لرزه با بزرگی ۵٫۰ یا بیشتر تا ساعت ۲۲:۰۰:۰۰ به وقت ۴ آوریل ۲۰۰۷ رخ داد. پس از آن، یک سونامی رخ داد که حداقل ۵۲ نفر را کشت، بیش از ۹۰۰ خانه را ویران کرد و هزاران نفر را بی‌خانمان کرد. رانش زمین، خط ساحلی یکی از جزایر، رانونگگا، را تا ۷۰ متر گسترش داد و بسیاری از صخره‌های مرجانی را نمایان کرد.
در ۶ فوریه ۲۰۱۳، زلزله‌ای با بزرگی ۸ ریشتر در جزایر سانتا کروز رخ داد و به دنبال آن سونامی تا ارتفاع ۱٫۵ متر رخ داد. حداقل نه نفر کشته و بسیاری از خانه‌ها ویران شدند. قبل از زلزله اصلی، سلسله‌ای از زلزله‌ها با بزرگی تا ۶ ریشتر رخ داده بود.

## تقسیمات کشوری
| # | استان               | پایتخت     | وزیر                  | مساحت (km²) | سرشماری جمعیت ۱۹۹۹ | جمعیت در کیلومترمربع (۲۰۰۹) | سرشماری جمعیت ۲۰۰۹ |
| - | ------------------- | ---------- | --------------------- | ----------- | ------------------ | --------------------------- | ------------------ |
| ۱ | استان مرکزی         | تولاگی     | Patrick Vasuni        | ۶۱۵         | ۲۱٬۵۷۷             | 42.4                        | ۲۶٬۰۵۱             |
| ۲ | استان چویسئول       | جزیره تارو | Jackson Kiloe         | ۳٬۸۳۷       | ۲۰٬۰۰۸             | 6.9                         | ۲۶٬۳۷۱             |
| ۳ | استان گودال کانال   | هونیارا    | Anthony Veke          | ۵٬۳۳۶       | ۶۰٬۲۷۵             | 17.5                        | ۹۳٬۶۱۳             |
| ۴ | استان ایزابل        | بوالا      | James Habu            | ۴٬۱۳۶       | ۲۰٬۴۲۱             | 6.3                         | ۲۶٬۱۵۸             |
| ۵ | استان ماکیرا-اولاوا | کیراکیرا   | Stanley Siapu         | ۳٬۱۸۸       | ۳۱٬۰۰۶             | 12.7                        | ۴۰٬۴۱۹             |
| ۶ | استان مالایتا       | آوکی       | Peter Ramohia         | ۴٬۲۲۵       | ۱۲۲٬۶۲۰            | 32.6                        | ۱۳۷٬۵۹۶            |
| ۷ | استان رنال و بلونا  | تیگوا      | George Tuhaika        | ۶۷۱         | ۲٬۳۷۷              | ۴٫۵                         | ۳٬۰۴۱              |
| ۸ | استان تموتو         | لاتا       | Fr. Charles Brown Beu | ۸۹۵         | ۱۸٬۹۱۲             | 23.9                        | ۲۱٬۳۶۲             |
| ۹ | استان غربی          | Gizo       | David Gina            | ۵٬۴۷۵       | ۶۲٬۷۳۹             | 14.0                        | ۷۶٬۶۴۹             |
| – | هونیارا             | هونیارا    | Mua (Mayor)           | 22          | ۴۹٬۱۰۷             | ۲٬۹۳۶٫۸                     | ۶۴٬۶۰۹             |
|   | جزایر سلیمان        | هونیارا    | –                     | ۲۸٬۴۰۰      | ۴۰۹٬۰۴۲            | 14.7                        | ۵۱۵٬۸۷۰            |

## اقتصاد
سرانه تولید ناخالص داخلی جزایر سلیمان ۶۰۰ دلار است که آن را در رتبه یک کشور کم توسعه‌یافته قرار می‌دهد و بیش از ۷۵٪ از نیروی کار آن در کشاورزی معیشتی و ماهیگیری مشغول به کار هستند. بیشتر کالاهای تولیدی و فرآورده‌های نفتی باید وارد شوند. تنها ۳٫۹٪ از مساحت جزایر برای کشاورزی استفاده می‌شود و ۷۸٫۱٪ آن پوشیده از جنگل است که جزایر سلیمان را به رتبه ۱۰۳ در بین کشورهای پوشیده از جنگل از نظر درصد پوشش جنگلی در سراسر جهان تبدیل می‌کند.
دولت جزایر سلیمان تا سال ۲۰۰۲ ورشکسته بود. از زمان مداخله RAMSI در سال ۲۰۰۳، دولت بودجه خود را تغییر داده است. اهداکنندگان اصلی کمک‌های مالی استرالیا، نیوزیلند، اتحادیه اروپا، ژاپن و تایوان هستند.
دلار جزایر سلیمان (کد ISO 4217: SBD) در سال ۱۹۷۷ معرفی شد و جایگزین دلار استرالیا در واحد پول رسمی شد. نماد آن "SI$" است، این واحد به ۱۰۰ سنت تقسیم می‌شود. پول صدفی محلی هنوز برای اهداف سنتی و تشریفاتی در برخی استان‌ها و در برخی مناطق دورافتاده کشور برای تجارت مهم است. پول صدفی یک ارز سنتی پرکاربرد در جزایر اقیانوس آرام بود. در جزایر سلیمان، این پول عمدتاً در مالایتا و گوادال کانال تولید می‌شود، اما می‌توان آن را در جاهای دیگر، مانند بازار مرکزی هونیارا، خریداری کرد. سیستم تهاتر اغلب جایگزین هر نوع پولی در مناطق دورافتاده می‌شود.
تا سال ۱۹۹۸، زمانی که قیمت‌های جهانی چوب مناطق گرمسیری به شدت کاهش یافت، چوب محصول اصلی صادراتی جزایر سلیمان بود. در ژوئن ۲۰۰۰، صادرات روغن پالم و طلا متوقف شد و صادرات چوب کاهش یافت.
دادگاه‌های جزایر سلیمان صادرات دلفین‌های زنده برای کسب سود را دوباره تأیید کرده‌اند، که اخیراً به امارات متحده عربی، انجام شده است. این عمل در ابتدا توسط دولت در سال ۲۰۰۴ متوقف شد پس از جنجال بر سر حمل ۲۸ دلفین زنده به مکزیک. این اقدام منجر به انتقاد استرالیا و نیوزیلند و همچنین چندین سازمان حفاظت از محیط زیست شد. از سال ۲۰۲۲، چوب خام دو سوم صادرات این کشور را تشکیل می‌دهد که ارزش آن بیش از ۲٫۵ میلیارد دلار سنگاپور (۳۰۸ میلیون دلار آمریکا) است.
در سال ۲۰۱۷، ۳۱۷٬۶۸۲ تُن نارگیل برداشت شد که این کشور را به هجدهمین تولیدکننده نارگیل در سراسر جهان تبدیل کرد؛ ۲۴٪ از صادرات مربوط به پودر نارگیل بود. دانه‌های کاکائو عمدتاً در جزایر گوادال کانال، ماکیرا و مالایتا کشت می‌شوند. در سال ۲۰۱۷، ۴۹۴۰ تن دانه کاکائو برداشت شد که جزایر سلیمان را به بیست و هفتمین تولیدکننده کاکائو در سراسر جهان تبدیل کرد. با این حال، رشد تولید و صادرات پودر نارگیل و کاکائو به دلیل کهن‌سالی سن بیشتر درختان نارگیل و کاکائو با مشکل مواجه شده است. در سال ۲۰۱۷، ۲۸۵٬۷۲۱ تن روغن پالم تولید شد که جزایر سلیمان را به بیست و چهارمین تولیدکننده روغن پالم در سراسر جهان تبدیل کرد.
اندازه کشت بسیاری از خانواده‌ها برای بازار داخلی در سال ۲۰۱۷: تارو (۴۵۹۰۱ تن)، برنج (۲۷۸۹ تن)، سیب‌زمینی (۴۴۹۴۰ تن)، موز (۳۱۴ تن) تنباکو (: ۱۱۸ تن) و ادویه‌جات (۲۱۷ تن) بود.
در سال ۱۹۹۸، استخراج طلا در گلد ریج در گوادال کانال آغاز شد. اکتشاف مواد معدنی در مناطق دیگر ادامه یافت. این جزایر سرشار از منابع معدنی توسعه نیافته مانند سرب، روی، نیکل و طلا هستند. مذاکراتی در حال انجام است که ممکن است در نهایت به بازگشایی معدن گلد ریج که پس از شورش‌های سال ۲۰۰۶ بسته شده بود، منجر شود. معدن بوکسیت جزیره رنل از سال ۲۰۱۱ تا ۲۰۲۱ در جزیره رنل فعالیت می‌کرد و پس از نشت‌های متعدد، آسیب‌های زیست‌محیطی جدی بر جای گذاشت.
شیلات جزایر سلیمان همچنین چشم‌اندازهایی برای صادرات و گسترش اقتصاد داخلی ارائه می‌دهد. یک شرکت مشترک ژاپنی به نام Solomon Taiyo Ltd. که تنها کارخانه کنسروسازی ماهی در این کشور را اداره می‌کرد، در نیمه سال ۲۰۰۰ در نتیجه ناآرامی‌های قومی تعطیل شد. اگرچه این کارخانه تحت مدیریت محلی بازگشایی شده است، اما صادرات ماهی تن از سر گرفته نشده است.
در سال ۲۰۱۷، ۲۶۰۰۰ گردشگر از جزایر سلیمان بازدید کردند که این کشور را به یکی از کم‌بازدیدترین کشورهای جهان تبدیل کرد. دولت جزایر سلیمان امیدوار بود که تعداد گردشگران را تا پایان سال ۲۰۱۹ به ۳۰۰۰۰ نفر و تا پایان سال ۲۰۲۵ به ۶۰۰۰۰ گردشگر در سال افزایش دهد. در سال ۲۰۱۹، ۲۸۹۰۰ گردشگر و در سال ۲۰۲۰، ۴۴۰۰ گردشگر از جزایر سلیمان بازدید کردند.
تیمی از توسعه‌دهندگان انرژی‌های تجدیدپذیر که برای کمیسیون علوم زمین کاربردی جنوب اقیانوس آرام (SOPAC) کار می‌کنند و توسط مشارکت انرژی‌های تجدیدپذیر و بهره‌وری انرژی (REEEP) تأمین مالی می‌شوند، طرحی را توسعه داده‌اند که به جوامع محلی اجازه می‌دهد بدون نیاز به جمع‌آوری مبالغ قابل توجه پول نقد، به انرژی‌های تجدیدپذیر مانند انرژی خورشیدی، آب و باد دسترسی داشته باشند. طبق این طرح، ساکنان جزیره‌ای که قادر به پرداخت نقدی هزینه فانوس‌های خورشیدی نیستند، می‌توانند به جای آن، این مبلغ را به صورت غیرنقدی با محصولات کشاورزی پرداخت کنند.
تولید ناخالص داخلی در این کشور ۱٫۶۸ میلیارد دلار است. ۲۴۹ هزار و ۲۰۰ نفر نیروی کار این کشور را تشکیل می‌دهند.
نرخ تورم در این کشور در سال ۲۰۰۷ میلادی ۶٫۳ درصد بود.
محصولات صادراتی این کشور شامل الوار، ماهی، البسه، روغن خرما و نارگیل است که به کشورهای چین (۴۸ درصد)، کره جنوبی (۹٫۵ درصد)، ژاپن (۸٫۹ درصد)، تایلند (۴٫۷ درصد)، ایتالیا (۴٫۴ درصد) و فیلیپین (۴٫۲ درصد) صادر می‌شود.
محصولات وارداتی این کشور شامل غذا، دستگاه‌ها و تجهیزات، کالاهای تولید شده، سوخت و مواد شیمیایی است که از کشورهای استرالیا (۲۵٫۵ درصد)، سنگاپور (۲۳٫۵ درصد)، ژاپن (۷٫۸ درصد)، نیوزیلند (۵٫۱ درصد)، فیجی (۴٫۲ درصد) و پاپوآ گینه نو (۴٫۱ درصد) وارد می‌شود.

## تاریخ

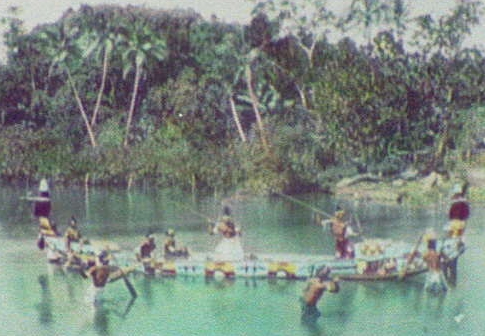
جنگجویان نیزه دار جزیره سلیمان آرایش جنگ قایقی در سال ۱۸۹۵

جزایر سلیمان اولین بار توسط افرادی که از جزایر بیسمارک و گینه نو در دوران پلیستوسن، حدود ۳۰۰۰۰ تا ۲۸۰۰۰ سال قبل از میلاد، بر اساس شواهد باستان‌شناسی یافت شده در غار کیلو در جزیره بوکا در منطقه خودمختار بوگنویل، پاپوآ گینه نو، آمده بودند، سکنی گزیدند. در آن زمان، سطح دریا پایین‌تر بود و بوکا و بوگنویل از نظر فیزیکی در یک خشکی ("بوگنویل بزرگ") به جزایر جنوبی سلیمان متصل بودند، اگرچه دقیقاً مشخص نیست که این مهاجران اولیه تا چه حد به سمت جنوب گسترش یافته‌اند، زیرا هیچ مکان باستان‌شناسی دیگری از این دوره یافت نشده است. با افزایش سطح دریاها و پایان عصر یخبندان، حدود ۴۰۰۰ تا ۳۵۰۰ سال قبل از میلاد، خشکی بزرگ بوگنویل به جزایر متعددی که امروزه وجود دارند، تقسیم شد. شواهدی از سکونتگاه‌های انسانی بعدی مربوط به حدود ۴۵۰۰ تا ۲۵۰۰ سال قبل از میلاد در غار پوها و غار وتولوما پوزووی در گوادال کانال یافت شده است. هویت قومی این مردمان اولیه مشخص نیست، اگرچه تصور می‌شود که گویشوران زبان‌های سلیمان مرکزی (یک خانواده زبانی مستقل و نامرتبط با سایر زبان‌های رایج در جزایر سلیمان) احتمالاً نمایانگر نوادگان این مهاجران اولیه هستند.
از ۱۲۰۰ تا ۸۰۰ سال قبل از میلاد، مردم لاپیتا از جزایر بیسمارک با سفال‌های خاص خود شروع به مهاجرت کردند. شواهدی از حضور آنها در سراسر مجمع‌الجزایر سلیمان و همچنین در جزایر سانتا کروز در جنوب شرقی یافت شده است، و جزایر مختلفی در زمان‌های مختلف در آنها ساکن شده‌اند. شواهد زبانی و ژنتیکی نشان می‌دهد که مردم لاپیتا از جزایر اصلی سلیمان که از قبل مسکونی بودند، «به سرعت» مهاجرت کردند و ابتدا در گروه سانتا کروز ساکن شدند و بعداً مهاجرت‌های برگشتی فرهنگ خود را به گروه اصلی آوردند. این مردم با بومیان جزایر سلیمان درآمیختند و با گذشت زمان زبان‌های آنها غالب شد، به طوری که بیشتر ۶۰ تا ۷۰ زبانی که در آنجا صحبت می‌شود متعلق به شاخه اقیانوسی خانواده زبان‌های آسترونزیایی است. در آن زمان، مانند اکنون، جوامع تمایل داشتند در روستاهای کوچکی که کشاورزی معیشتی انجام می‌دادند، وجود داشته باشند، اگرچه شبکه‌های تجاری گسترده بین جزیره‌ای وجود داشت. مکان‌های دفن باستانی متعدد و شواهد دیگری از سکونتگاه‌های دائمی از دوره ۱۰۰۰ تا ۱۵۰۰ میلادی در سراسر جزایر یافت شده است که یکی از برجسته‌ترین نمونه‌ها، مجموعه فرهنگی روویانا است که در جزایر ساحل جنوبی جورجیای جدید متمرکز شده است، جایی که تعداد زیادی از زیارتگاه‌های بزرگ و سایر سازه‌ها در قرن سیزدهم ساخته شده‌اند. مردم جزایر سلیمان قبل از ورود اروپایی‌ها به خاطر شکار سر و آدم‌خواری بدنام بودند.
اولین اروپایی که از این جزایر بازدید کرد، دریانورد اسپانیایی، آلوارو دِ مندانا دِ نیرا، بود که در سال ۱۵۶۹ از پرو حرکت کرد. مندانا در ۷ فوریه در سانتا ایزابل پیاده شد و چندین جزیره دیگر از جمله ماکیرا، گوادال کانال و مالایتا را کاوش کرد. روابط با بومیان جزایر سلیمان در ابتدا صمیمانه بود، اگرچه با گذشت زمان اغلب به تیرگی گرایید. در نتیجه، مندانا در اوت ۱۵۶۸ به پرو بازگشت. او در سال ۱۵۹۵ با خدمه بیشتری در سفر دوم به جزایر سلیمان بازگشت و هدفش استعمار جزایر بود. آنها در نندو در جزایر سانتا کروز پیاده شدند و یک سکونتگاه کوچک در خلیج گراسیوسو تأسیس کردند. با این حال، این سکونتگاه به دلیل روابط ضعیف با مردم بومی و همه‌گیری بیماری در میان اسپانیایی‌ها که باعث مرگ و میر زیادی شد، شکست خورد و خود مندانا در ماه اکتبر درگذشت؛ بنابراین، فرمانده جدید، پدرو فرناندز دِ کی‌یروس، تصمیم به ترک سکونتگاه گرفت و آنها به سمت شمال و به سمت قلمرو اسپانیایی فیلیپین حرکت کردند. کی‌یروس بعداً در سال ۱۶۰۶ به این منطقه بازگشت، جایی که تیکوپیا و تائوماکو را دید، اگرچه این سفر در درجه اول به وانواتو در جستجوی سرزمین‌های ناشناخته جنوبی بود.
به جز آبل تاسمان که در سال ۱۶۴۸ از جزیره مرجانی دورافتاده اونتونگ جاوه مشاهده نمود، هیچ اروپایی تا سال ۱۷۶۷ به جزایر سلیمان سفر دریایی نکرد، تا اینکه سرانجام فیلیپ کارترت، جهانگرد بریتانیایی، از کنار جزایر سانتا کروز، مالایتا و با ادامه سفر به شمال، بوگنویل و جزایر بیسمارک عبور کرد. کاوشگران فرانسوی نیز به جزایر سلیمان رسیدند، لویی آنتوان دو بوگنویل در سال ۱۷۶۸ نام چویسول را بر آن نهاد و ژان-فرانسوا دو سورویل در سال ۱۷۶۹ به کاوش در این جزایر پرداخت. در سال ۱۷۸۸، جان شورتلند، کاپیتان یک کشتی تدارکاتی برای مستعمره جدید استرالیای بریتانیا در خلیج بوتانی، جزایر خزانه‌داری و شورتلند را مشاهده کرد. در همان سال، ژان-فرانسوا دو لا پروس، جهانگرد فرانسوی، در وانیکورو غرق شد؛ یک هیئت نجات به رهبری برونی دِ انترکاستِو به وانیکورو سفر کرد اما هیچ اثری از لا پروس نیافت. سرنوشت لا پروس تا سال ۱۸۲۶ مشخص نشد، زمانی که تاجر انگلیسی پیتر دیلون از تیکوپیا بازدید کرد و اقلامی متعلق به لا پروس را در اختیار مردم محلی کشف کرد که با سفر دریایی بعدی ژول دومون دورویل در سال ۱۸۲۸ تأیید شد.
برخی از اولین بازدیدکنندگان خارجی دائمی این جزایر، کشتی‌های شکار نهنگ از بریتانیا، ایالات متحده و استرالیا بودند. آنها از اواخر قرن هجدهم برای آب، غذا و چوب به آنجا می‌آمدند و با ساکنان جزایر سلیمان رابطه تجاری برقرار می‌کردند و سپس ساکنان جزیره را به عنوان خدمه در کشتی‌های خود به خدمت می‌گرفتند. روابط بین ساکنان جزیره و دریانوردان بازدیدکننده همیشه خوب نبود و گاهی اوقات خونریزی رخ می‌داد. یکی از اثرات جانبی تماس بیشتر با اروپاییان، شیوع بیماری‌هایی بود که مردم محلی در برابر آنها بی‌دفاع بودند، و همچنین تغییر در موازنه قدرت بین گروه‌های ساحلی که به سلاح‌ها و فناوری اروپایی دسترسی داشتند و گروه‌های داخلی که به سلاح دسترسی نداشتند. در نیمه دوم دهه ۱۸۰۰، بازرگانان بیشتری به دنبال لاک لاک‌پشت، خیار دریایی، مغز نارگیل و چوب صندل به آنجا رفتند و گاهی اوقات ایستگاه‌های تجاری نیمه دائمی ایجاد می‌کردند. با این حال، تلاش‌های اولیه برای اسکان بلندمدت‌تر، مانند مستعمره بنجامین بوید در گوادال کانال در سال ۱۸۵۱، ناموفق بود.
از دهه ۱۸۴۰ و با سریع پیش رفتن در دهه ۱۸۶۰، جزیره‌نشینان در فرآیندی که به «بلک‌بردینگ» معروف است، شروع به استخدام (گاهی ربودن کارگران) به عنوان کارگر برای مستعمرات استرالیا، فیجی و ساموآ کردند. شرایط کارگران بیشتر فقیرانه و استثمارگرانه بود و جزیره‌نشینان محلی به هر اروپایی که در جزیره آنها دیده می‌شد، با خشونت حمله می‌کردند. تجارت بلک‌برد توسط نویسندگان برجسته غربی مانند جو ملوین و جک لندن شرح داده شده است. مبلغان مسیحی نیز از دهه ۱۸۴۰ شروع به بازدید از جزایر سلیمان کردند، که با تلاش کاتولیک‌های فرانسوی به رهبری ژان باپتیست اپال برای ایجاد یک هیئت تبلیغی در سانتا ایزابل آغاز شد، که پس از کشته شدن اپال توسط جزیره‌نشینان در سال ۱۸۴۵ رها شد. مبلغان آنگلیکان از دهه ۱۸۵۰ شروع به ورود کردند و به دنبال آن فرقه‌های دیگر نیز آمدند و به مرور زمان تعداد زیادی از آنها به دین مسیحیت گرویدند.
در سال ۱۸۸۴ آلمان شمال شرقی گینه نو و مجمع‌الجزایر بیسمارک را ضمیمه خود کرد و در سال ۱۸۸۶ حاکمیت خود را بر جزایر سلیمان شمالی گسترش داد که شامل بوگنویل، بوکا، چویسول، سانتا ایزابل، شورتلندز و جزیره مرجانی اونتونگ جاوه می‌شد. در سال ۱۸۸۶ آلمان و بریتانیا این توافق را تأیید کردند و بریتانیا «حوزه نفوذ» خود را بر جزایر سلیمان جنوبی به دست آورد. آلمان توجه کمی به این جزایر داشت و مقامات آلمانی مستقر در گینه نو حتی تا سال ۱۸۸۸ از این منطقه بازدید نکردند. حضور آلمان، همراه با فشار مبلغان مذهبی برای مهار افراط در شیوه‌های استخدام اجباری نیروی کار، معروف به بلک‌بردینگ، بریتانیا را بر آن داشت تا در مارس ۱۸۹۳ یک منطقه تحت الحمایه بر جزایر سلیمان جنوبی اعلام کند که در ابتدا شامل جورجیا نو، مالایتا، گوادال کانال، ماکیرا، جزیره مونو و جزایر مرکزی انگلا می‌شد.
در آوریل ۱۸۹۶ چارلز موریس وودفورد، از مقامات استعماری، به عنوان معاون کمیسر موقت بریتانیا منصوب شد و سال بعد در سمت خود تأیید شد. دفتر استعماری در ۱۷ فوریه ۱۸۹۷ وودفورد را به عنوان کمیسر مقیم در جزایر سلیمان منصوب کرد. به او دستور داده شد تا شیوه‌های استخدام اجباری نیروی کار، معروف به بلک‌بردینگ، که در آب‌های جزیره سلیمان انجام می‌شد را کنترل کند و تجارت غیرقانونی سلاح گرم را متوقف کند. وودفورد یک دفتر مرکزی اداری در جزیره کوچک تولاگی تأسیس کرد و آن را در سال ۱۸۹۶ به عنوان پایتخت تحت الحمایه اعلام کرد. در سال‌های ۱۸۹۸ و ۱۸۹۹ جزایر رنل و بلونا، سیکایانا، جزایر سانتا کروز و جزایر دورافتاده مانند آنوتا، فاتاکا، تموتو و تیکوپیا به این منطقه تحت الحمایه اضافه شدند. در سال ۱۹۰۰ طبق مفاد کنوانسیون سه‌جانبه ۱۸۹۹ آلمان، جزایر سلیمان شمالی را به بریتانیا واگذار کرد، منهای بوکا و بوگنویل، که دومی با وجود تعلق جغرافیایی به مجمع‌الجزایر سلیمان، بخشی از گینه نو آلمان شد. این زمانی بود که شورتلندز، چویسول، سانتا ایزابل و اونتونگ جاوه بخشی از جزایر سلیمان شدند.
دولت وودفورد که بودجهٔ کافی نداشت، برای حفظ قانون و نظم در این مستعمره دورافتاده تلاش می‌کرد. از اواخر دههٔ ۱۸۹۰ تا اوایل دههٔ ۱۹۰۰، موارد متعددی از کشته شدن بازرگانان و استعمارگران اروپایی توسط ساکنان جزیره وجود داشت؛ واکنش بریتانیا، فرستادن کشتی‌های جنگی نیروی دریایی سلطنتی برای انجام عملیات تنبیهی علیه روستاهایی بود که مسئول قتل‌ها بودند. آرتور ماهافی در ژانویهٔ ۱۸۹۸ به عنوان معاون کمیسر منصوب شد. او در گیزو مستقر بود و وظایف او شامل سرکوب شکار آدم در جورجیای جدید و جزایر همسایه بود.
دولت استعماری بریتانیا تلاش کرد تا استعمارگران را به ایجاد مزارع تشویق کند؛ با این حال، تا سال ۱۹۰۲ تنها ۸۰ استعمارگر اروپایی در این جزایر ساکن بودند. تلاش‌ها برای توسعه اقتصادی با نتایج متفاوتی همراه بود، اگرچه شرکت Levers Pacific Plantations Ltd.، زیرمجموعه‌ای از Lever Brothers، موفق به ایجاد یک صنعت سودآور کشت و زرع نارگیل شد که بسیاری از ساکنان جزیره را به کار گرفت. صنایع معدن و چوب‌بری در مقیاس کوچک نیز توسعه یافتند. با این حال، این مستعمره همچنان در حاشیه باقی ماند و آموزش، پزشکی و سایر خدمات اجتماعی تحت مدیریت مبلغان مذهبی قرار داشت. خشونت نیز ادامه یافت، به ویژه با قتل ویلیام آر. بل، مدیر استعماری، توسط باسیانا از قوم کوایو در مالایتا در سال ۱۹۲۷ هنگامی که بل تلاش کرد مالیات سرانه نامحبوبی را اعمال کند. چندین کوایو در یک حمله تلافی‌جویانه کشته شدند و باسیانا و همدستانش اعدام شدند.
جزایر سلیمان که از ۱۹۴۲ تا ۱۹۴۵ به اشغال امپراتوری ژاپن درآمد، صحنه جنگ‌های شدیدی از جمله نبردی بزرگ بر سر جزیره گودال کانال بود. این کشور استقلال خود را از بریتانیا در سال ۱۹۷۸ به دست آورد.

## دفاع
این کشور هیچ نیروی نظامی و ارتشی ندارد.

## ارتباطات
در این کشور ۷ هزار و ۴۰۰ خط تلفن ثابت و ۶ هزار خط تلفن همراه وجود دارد.
در جزایر سلیمان مهم‌ترین رسانه رادیو است. بخش زیادی از مردم این کشور بی‌سواد هستند و همین باعث کم‌رونقی روزنامه‌ها در این کشور شده است.
هیچ شبکه تلویزیونی که مقر اصلی آن در جزایر سلیمان باشد وجود ندارد، اما مردم این کشور برنامه شبکه‌هایی چون ABC (استرالیا) و BBC (بریتانیا) را تماشا می‌کنند.
جزایر سلیمان ۳ هزار و ۴۱۴ میزبان اینترنتی و ۸ هزار کاربر دارد.

## سونامی
در آوریل ۲۰۰۷ وقوع سونامی در چندین جزیره در جنوب اقیانوس آرام و در نزدیکی جزایر سلیمان باعث کشته و زخمی شدن ده‌ها و بی خانمان شدن صدها نفر شد.
این سونامی به دنبال زلزله‌ای ۸ ریشتری رخ داد و باعث خرابی شدید شهر گیزو در غرب جزایر سلیمان شد.
در پی وقوع این زلزله به ساکنان سایر کشورهای جنوب اقیانوس آرام مانند جزایر فیجی، وانواتو، کالدونیای جدید و سواحل شمال شرقی استرالیا نسبت به احتمال وقوع سونامی هشدار داده شد.
بر اساس گزارش‌ها دست کم ۳۰ نفر کشته شدند و حداقل دو روستای این جزیره که در فاصله ۴۵ کیلومتری کانون زلزله قرار داشت به‌طور کامل نابود شد. سازمان جغرافیایی ایالات متحده آمریکا اعلام کرد که زلزله هشت ریشتری صبح دوشنبه در کف اقیانوس و در فاصله ۳۴۵ کیلومتری از هونیارا، پایتخت جزایر سلیمان رخ داد.